# Sara Susanna Trimarco

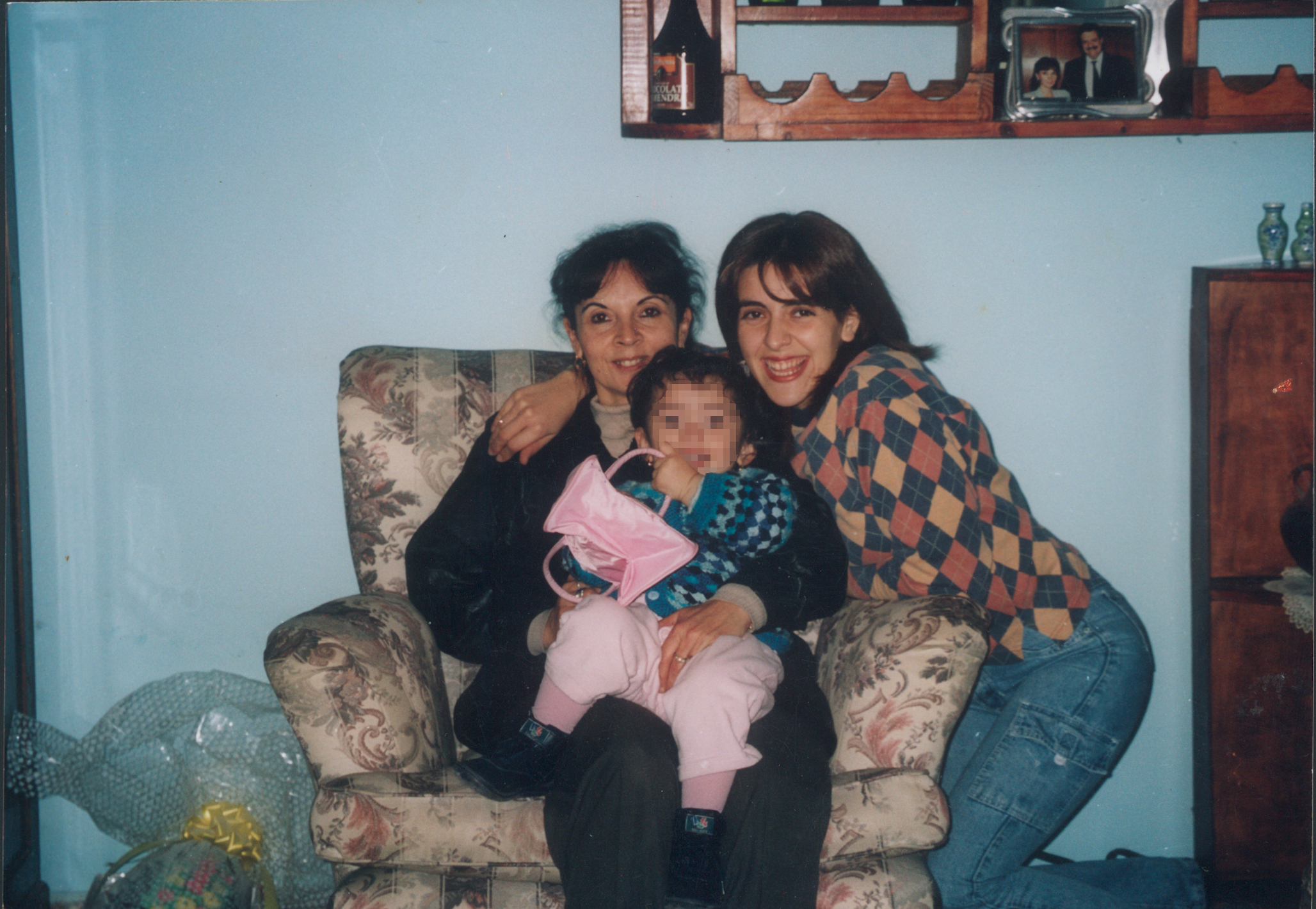
Susanna Trimarco con la figlia Marita, a destra, e la nipote.

Sara Susanna Trimarco (San Miguel de Tucumán, 25 maggio 1954) è un'attivista argentina.

## Biografia
Sara Susanna del Valle Trimarco de Veron, o semplicemente Susanna Trimarco, è un'attivista argentina per i diritti umani. Si è impegnata nel combattere la tratta degli esseri umani e la corruzione. Il suo impegno è stato riconosciuto a livello internazionale. La sua attività inizia nel 2002, dopo la scomparsa di sua figlia che si ritiene sia stata rapita da una rete di trafficanti di esseri umani. La ricerca della figlia è durata anni e contemporaneamente ha dato vita a una fondazione per sostenere le vittime della tratta di esseri umani. Grazie al suo attivismo si è giunti in Argentina alla promulgazione di una legge che vieta la pubblicità di servizi sessuali su giornali e riviste.
La figlia di Susanna Trimarco, Marita, è stata rapita a San Miguel de Tucumàn, la capitale della Provincia di Tucumàn, il 3 aprile del 2002. Marita era la mamma di una bambina di due anni e si trovava dal medico quando, secondo una testimonianza, è stata costretta a salire su una automobile rossa. Si ritiene che sia stata costretta a prostituirsi. La madre, nel tentativo di ritrovarla, ha cominciato a visitare i bordelli vestita da prostituta. Ha ricevuto minacce e le sono stati forniti falsi indizi per depistare la sua ricerca. Le sue indagini hanno portato alla liberazione di molte donne, ma purtroppo sua figlia risulta ancora dispersa. Nel 2007 ha dato vita alla "Fondazione Maria degli angeli" per salvare le ragazze rapite in Argentina. A febbraio e a marzo del 2012 la Trimarco ha testimoniato al processo di 13 persone accusate di avere rapito la figlia Marita e di averla venduta a trafficanti di esseri umani. Nel dicembre del 2012, sette uomini e sei donne sono stati accusati del rapimento di Marita, ma assolti da un Tribunale penale di Tucumàn. Una settimana dopo Susanna incontra il Presidente dell'Argentina e subito dopo vengono avviati procedimenti di impeachment contro i tre giudici che avevano emesso la sentenza. Nel dicembre del 2013 dieci dei tredici imputati sono stati condannati per sequestro e sfruttamento sessuale di Marita Veron.

## Onorificenze
L'8 Marzo 2007, Il Dipartimento di stato degli stati Uniti d'America ha conferito a Susanna Trimarco l'International Women of Courage Award conferito dal Segretario di stato Condoleeza Rice.
La citazione ufficiale recita:
"La Signora Susanna Trimarco de Veron ha affrontato pericoli e minacce nei suoi sforzi per combattere la tratta di esseri umani e trovare sua figlia che è stata rapita dai trafficanti di esseri umani. Nel disperato tentativo di trovare sua figlia la signora Trimarco si è esposta a pericoli travestita da prostituta, ha frequentato bar e postriboli alla ricerca della figlia".
Susanna Trimarco, inoltre è stata candidata al Nobel per la pace nel 2013.